# Hadrocodium
Hadrocodium is een geslacht van uitgestorven Mammaliaformes, een onderverdeling van de synapsiden. De enige bekende soort, Hadrocodium wui, werd in 2000 beschreven. Hij leefde zo'n 195 miljoen jaar geleden tijdens het vroeg-jura, meer bepaald in het sinemurien.

## Kenmerken
H. wui was zo'n 2 gram zwaar, de schedel was zo'n 12 mm lang. De totale lengte zonder staart wordt op 32 mm geschat. Hij had broze tanden. Gezien die tanden en zijn geringe lengte was het waarschijnlijk een insectivoor.

## Fylogenie
De beschrijvende auteurs plaatsen het dier in een clade net buiten de kroongroep van de zoogdieren, als een zustertaxon van de Triconodonta (met inbegrip van de kroongroep). Het dier is dus sterk verwant met de zoogdieren, beiden vertonen kenmerken die niet bij de andere leden van Mammaliaformes aanwezig zijn en hen onderscheiden van reptielen: drie gehoorbeentjes in het middenoor, scharnierende kaken, grotere hersenen en boven- en ondertanden die op elkaar passen.
Een studie uit 2008 plaatste Hadrocodium wel binnen de zoogdieren, als een taxon binnen de eierleggende zoogdieren (Monotremata).

## Naamgeving
De geslachtsnaam Hadrocodium wordt door de naamgevers afgeleid van het Griekse hadro, vertaald met 'volheid' en het Griekse codium, vertaald met 'hoofd'. In het Oudgrieks komen beide vormen echter niet voor. Mogelijk bedoelden de auteurs in het eerste geval het bijvoeglijk naamwoord ἁδρός, hadros, dat 'vol uitgegroeid' betekent, en in het tweede geval κώδεια, kōdeia, dat de naam voor de 'kop/bol van een plant' (=doosvrucht) is. De naam Hadrocodium zou verwijzen naar de relatief grote herseninhoud van het dier. De soortnaam wui eert Dr. X.-C. Wu, die in 1985 het holotype van het dier (een bijna volledige schedel) ontdekte.